# Michele Sindona
Michele Eugenio Sindona, född 8 maj 1920 i Patti, Sicilien, Italien, död 22 mars 1986 i Voghera, Lombardiet, Italien, var en italiensk bankir. Han var i bankkretsar känd som "Hajen". Sindona var under 1970-talet Vatikanens ledande bankman.

## Biografi
1972 köpte Sindona aktier i Franklin National Bank och erhöll bestämmande inflytande. Banken gick dock omkull 1974 på grund av bland annat obegåvade låneriktlinjer.
Giorgio Ambrosoli (född 1933), som hade utsetts till likvidator för Franklin National Bank, mördades i Milano den 11 juli 1979, och misstankarna riktades omedelbart mot Sindona, som även hade ett nära samröre med maffian och dess penningtvätt. Fem år senare, 1984, dömdes Sindona till 25 års fängelse för mordet på Ambrosoli.
Efter att ha fällts och dömts förberedde Sindona sitt överklagande i vilket han ämnade avslöja både namn och transaktioner. Den 20 mars 1986 blev Sindona förgiftad i fängelset i Voghera; någon hade spetsat hans kaffe med cyanid. Han föll i koma och avled efter två dagar.